# Associação Atlética Francana
L'Associação Atlética Francana, nota anche semplicemente come Francana, è una società calcistica brasiliana con sede nella città di Franca, nello stato di San Paolo.

## Storia
Il club è stato fondato il 12 ottobre 1912. Ha vinto il Campeonato Paulista Série A2 nel 1977. La Francana ha partecipato al Campeonato Brasileiro Série A nel 1979, dove è stato eliminato al secondo turno. Il club raggiunse la fase finale del Campeonato Brasileiro Série C nel 1997, terminando al terzo posto su quattro in quella fase.

## Palmarès

### Competizioni statali
- Campeonato Paulista Série A2: 1

1977

### Altri piazzamenti
- Campeonato Brasileiro Série C:

Terzo posto: 1997